# Carolina Thaler
Carolina Thaler (Lages, 1992), também conhecida como Carol Thaler,  é uma modelo brasileira. 
Obteve notoriedade internacional ao trabalhar para grifes renomadas como Prada, Gucci, Dolce & Gabbana, Just Cavalli, Gucci, Roberto Cavalli, John Galliano, Chanel, Miuccia Prada e Dior.